# پلا

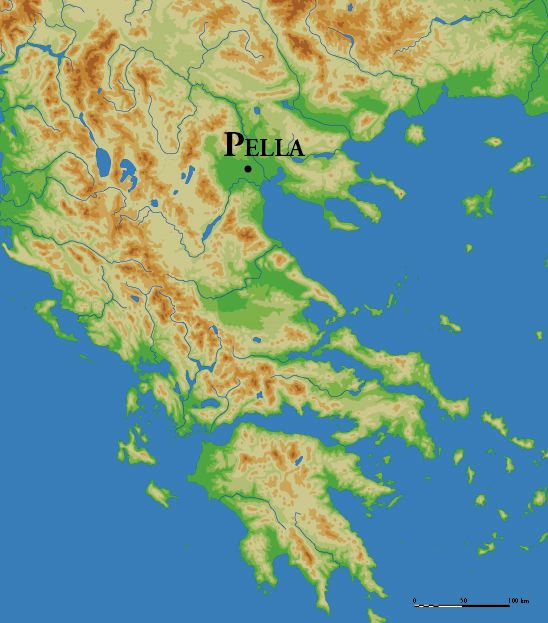
جایگاه پلا در یونان

پـِلّا (به یونانی: Πέλλα) نام شهری یونانی در استان مقدونیه واقع در شمال کشور یونان است که در دوران باستان پایتخت مقدونیه باستان بود.
پلا زادگاه اسکندر مقدونی و پدرش فیلیپ دوم مقدونی بود. به روزگار سلوکیان محل سربازان ازکارافتادهٔ مقدونی بود. ساخت آن را به آنتیگون سردار اسکندر نسبت داده و گفته‌شده که آنتیگون نام همسر ایرانی سلوکوس یکم -آپاما- را بدانجا داد و این شهر را آپاما خواند.
نخستین بار در تاریخ هرودوت نامی از این شهر برده‌است و آن هم در بازگویی داستان لشکرکشی خشایارشا به تراکیه.
روم پس از سلوکیان بر این شهر چیرگی یافت و پایان کار شهر هم در روزگار امپراتوری بیزانس بوده‌است.

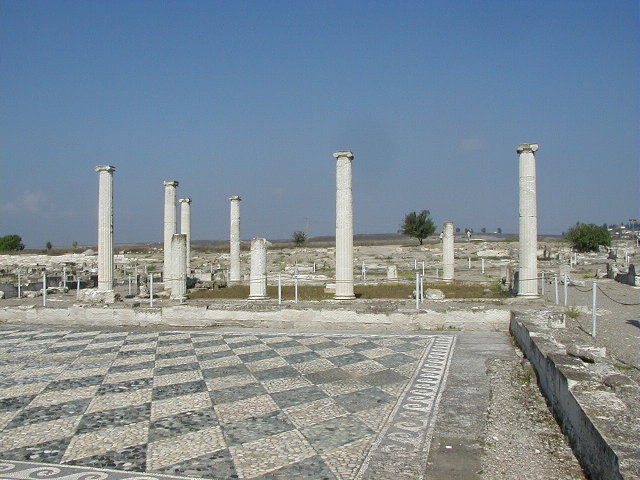
نمایی از بازمانده‌های یک کاخ در پلا

## مطالعهٔ بیشتر
- ویوئوکلیپ: 'مجسمه اسکندر، منازعه تازه بین مقدونیه ویونان'، تارنمای بی‌بی‌سی فارسی، ۲۳ ژوئن ۲۰۱۱ - ۰۲ تیر ۱۳۹۰